# Lijst van voetbalinterlands Soedan - Zambia
Deze lijst van voetbalinterlands is een overzicht van alle officiële voetbalwedstrijden tussen de nationale teams van Soedan en Zambia. De landen hebben tot op heden 25 keer tegen elkaar gespeeld. De eerste ontmoeting, een kwalificatiewedstrijd voor het Wereldkampioenschap voetbal 1970, was op 27 oktober 1968 in Ndola. Het laatste duel, een vriendschappelijke wedstrijd, werd gespeeld in Omdurman op 13 juni 2021.

## Wedstrijden
| №  | Plaats        | Datum            | Competitie                           | Wedstrijd       | Uitslag |
| -- | ------------- | ---------------- | ------------------------------------ | --------------- | ------- |
| 1  | Ndola         | 27 oktober 1968  | WK 1970 kwalificatie                 | Zambia − Soedan | 4 − 2   |
| 2  | Khartoem      | 8 november 1968  | WK 1970 kwalificatie                 | Soedan − Zambia | 4 − 2   |
| 3  | Khartoem      | 26 november 1980 | CECAFA Cup 1980                      | Soedan − Zambia | 2 − 1   |
| 4  | Dar es Salaam | 21 november 1981 | CECAFA Cup 1981                      | Zambia − Soedan | 2 − 0   |
| 5  | Khartoem      | 10 april 1983    | Afrika Cup 1984 kwalificatie         | Soedan − Zambia | 2 − 1   |
| 6  | Lusaka        | 24 april 1983    | Afrika Cup 1984 kwalificatie         | Zambia − Soedan | 0 − 0   |
| 7  | Kampala       | 5 december 1991  | CECAFA Cup 1991                      | Zambia − Soedan | 3 − 2   |
| 8  | Khartoem      | 1 juni 1996      | WK 1998 kwalificatie                 | Soedan − Zambia | 2 − 0   |
| 9  | Lusaka        | 16 juni 1996     | WK 1998 kwalificatie                 | Zambia − Soedan | 3 − 0   |
| 10 | Khartoem      | 8 september 2002 | Afrika Cup 2004 kwalificatie         | Soedan − Zambia | 0 − 1   |
| 11 | Lusaka        | 21 juni 2003     | Afrika Cup 2004 kwalificatie         | Zambia − Soedan | 1 − 1   |
| 12 | Khartoem      | 25 mei 2004      | Vriendschappelijk                    | Soedan − Zambia | 0 − 2   |
| 13 | Addis Abeba   | 10 december 2006 | CECAFA Cup 2006                      | Zambia − Soedan | 0 − 0   |
| 14 | Kumasi        | 22 januari 2008  | Afrika Cup 2008                      | Soedan − Zambia | 0 − 3   |
| 15 | Kampala       | 8 januari 2009   | CECAFA Cup 2008                      | Zambia − Soedan | 0 − 2   |
| 16 | Bata          | 4 februari 2012  | Afrika Cup 2012                      | Zambia − Soedan | 3 − 0   |
| 17 | Khartoem      | 2 juni 2012      | WK 2014 kwalificatie                 | Soedan − Zambia | 0 − 3   |
| 18 | Ndola         | 15 juni 2013     | WK 2014 kwalificatie                 | Zambia - Soedan | 1 – 1   |
| 19 | Mombassa      | 10 december 2013 | CECAFA Cup 2013                      | Zambia − Soedan | 1 − 2   |
| 20 | Lusaka        | 31 augustus 2014 | Vriendschappelijk                    | Zambia − Soedan | 3 − 1   |
| 21 | Karima        | 11 november 2015 | WK 2018 kwalificatie                 | Soedan − Zambia | 0 − 1   |
| 22 | Ndola         | 15 november 2015 | WK 2018 kwalificatie                 | Zambia − Soedan | 2 − 0   |
| 23 | Marrakesh     | 27 januari 2018  | African Championship of Nations 2018 | Zambia − Soedan | 0 − 1   |
| 24 | Omdurman      | 11 juni 2021     | Vriendschappelijk                    | Soedan − Zambia | 3 − 2   |
| 25 | Omdurman      | 13 juni 2021     | Vriendschappelijk                    | Soedan − Zambia | 0 − 1   |

## Samenvatting
| Competitie                      | Totaal gespeeld | Winst Soedan | Gelijk | Winst Zambia | Doelsaldo Soedan – Zambia |
| ------------------------------- | --------------- | ------------ | ------ | ------------ | ------------------------- |
| WK-kwalificatie                 | 8               | 2            | 1      | 5            | 9 − 16                    |
| Afrika Cup                      | 2               | 0            | 0      | 2            | 0 − 6                     |
| Afrika Cup-kwalificatie         | 4               | 1            | 2      | 1            | 3 − 3                     |
| African Championship of Nations | 1               | 1            | 0      | 0            | 1 − 0                     |
| CECAFA Cup                      | 6               | 3            | 1      | 2            | 8 − 7                     |
| Vriendschappelijk               | 4               | 1            | 0      | 3            | 4 − 8                     |
| Totaal                          | 25              | 8            | 4      | 13           | 25 − 40                   |

SFA ·
Bondscoaches ·
Topscorers ·
Soedanees vrouwenelftal
1956 · 
1957 · 
1958 · 
1959 · 
1960 · 
1961 · 
1962 · 
1963 · 
1964 · 
1965 · 
1966 · 
1967 · 
1968 · 
1969 · 
1970 · 
1971 · 
1972 · 
1973 · 
1974 · 
1975 · 
1976 · 
1977 · 
1978 · 
1979 · 
1980 · 
1981 · 
1982 · 
1983 · 
1984 · 
1985 · 
1986 · 
1987 · 
1988 · 
1989 · 
1990 · 
1991 · 
1992 · 
1993 · 
1994 · 
1995 · 
1996 · 
1997 · 
1998 · 
1999 · 
2000 · 
2001 · 
2002 · 
2003 · 
2004 · 
2005 · 
2006 · 
2007 · 
2008 · 
2009 · 
2010 · 
2011 · 
2012 · 
2013 · 
2014 ·
2015 ·
2016 ·
2017 ·
2018 ·
2019 ·
2020 ·
2021
Algerije ·
Angola ·
Bahrein ·
Bangladesh ·
Benin ·
Burkina Faso ·
Burundi ·
Centraal-Afrikaanse Republiek ·
China ·
Congo-Brazzaville ·
Congo-Kinshasa ·
Djibouti ·
Egypte ·
Equatoriaal-Guinea ·
Eritrea ·
Ethiopië ·
Gabon ·
Ghana ·
Guinee ·
Guinee-Bissau ·
Irak ·
Ivoorkust ·
Jemen ·
Jordanië ·
Kameroen ·
Kenia ·
Koeweit ·
Lesotho ·
Libanon ·
Liberia ·
Libië ·
Madagaskar ·
Malawi ·
Mali ·
Marokko ·
Mauritanië ·
Mauritius ·
Mozambique ·
Nieuw-Zeeland ·
Niger ·
Nigeria ·
Oeganda ·
Oman ·
Palestina ·
Qatar ·
Rwanda ·
Saoedi-Arabië ·
Sao Tomé en Principe ·
Senegal ·
Seychellen ·
Sierra Leone ·
Somalië ·
Sri Lanka ·
Swaziland ·
Syrië ·
Tanzania ·
Togo ·
Tsjaad ·
Tunesië ·
Verenigde Arabische Emiraten ·
Zambia ·
Zimbabwe ·
Zuid-Afrika ·
Zuid-Korea ·
Zuid-Soedan
FAZ · 
A-internationals · 
Selecties · 
Statistieken · 
Zambiaans vrouwenelftal · 
Olympisch elftal · 
Zambia U21 · 
Zambia U20 · 
Zambia U18 · 
Zambia U17
1964 – 1979 ·
1980 – 1989 ·
1990 – 1999 ·
2000 – 2009 ·
2010 – 2019 ·
2020 − 2029
1964 ·
1965 ·
1966 ·
1967 ·
1968 ·
1969 ·
1970 ·
1971 ·
1972 ·
1973 ·
1974 ·
1975 ·
1976 ·
1977 ·
1978 ·
1979 ·
1980 ·
1981 ·
1982 ·
1983 ·
1984 ·
1985 ·
1986 ·
1987 ·
1988 ·
1989 ·
1990 ·
1991 ·
1992 ·
1993 ·
1994 ·
1995 ·
1996 ·
1997 ·
1998 ·
1999 ·
2000 ·
2001 ·
2002 ·
2003 ·
2004 ·
2005 ·
2006 ·
2007 ·
2008 ·
2009 ·
2010 ·
2011 ·
2012 ·
2013 ·
2014 ·
2015 ·
2016 ·
2017 ·
2018 ·
2019 ·
2020 ·
2021 ·
2022
Algerije · 
Angola ·
België ·
Benin ·
Botswana ·
Brazilië ·
Burkina Faso ·
Burundi ·
Chili ·
China ·
Comoren ·
Congo-Brazzaville ·
Congo-Kinshasa ·
Djibouti ·
Ecuador ·
Egypte ·
Equatoriaal-Guinea ·
Ethiopië ·
Gabon ·
Gambia ·
Ghana ·
Guinee ·
Guinee-Bissau ·
Honduras ·
India ·
Irak ·
Iran ·
Israël ·
Ivoorkust ·
Jamaica ·
Japan ·
Jemen ·
Jordanië ·
Kaapverdië ·
Kameroen ·
Kenia ·
Koeweit ·
Lesotho ·
Liberia ·
Libië ·
Madagaskar ·
Malawi ·
Mali ·
Marokko ·
Mauritanië ·
Mauritius ·
Mozambique ·
Namibië ·
Niger ·
Nigeria ·
Noord-Korea ·
Oeganda ·
Oman ·
Rwanda ·
Saoedi-Arabië ·
Senegal ·
Seychellen ·
Sierra Leone ·
Soedan ·
Somalië ·
Swaziland ·
Tanzania ·
Togo ·
Tsjaad ·
Tunesië ·
Zimbabwe ·
Zuid-Afrika ·
Zuid-Korea
Ivoorkust (2012)